# Ludwik Tyrowicz (rzeźbiarz)
Ludwik Tyrowicz (ur. w 1861, zm. 6 stycznia 1930) – polski rzeźbiarz, specjalizujący się w rzeźbie sepulkralnej, aktywny głównie we Lwowie.

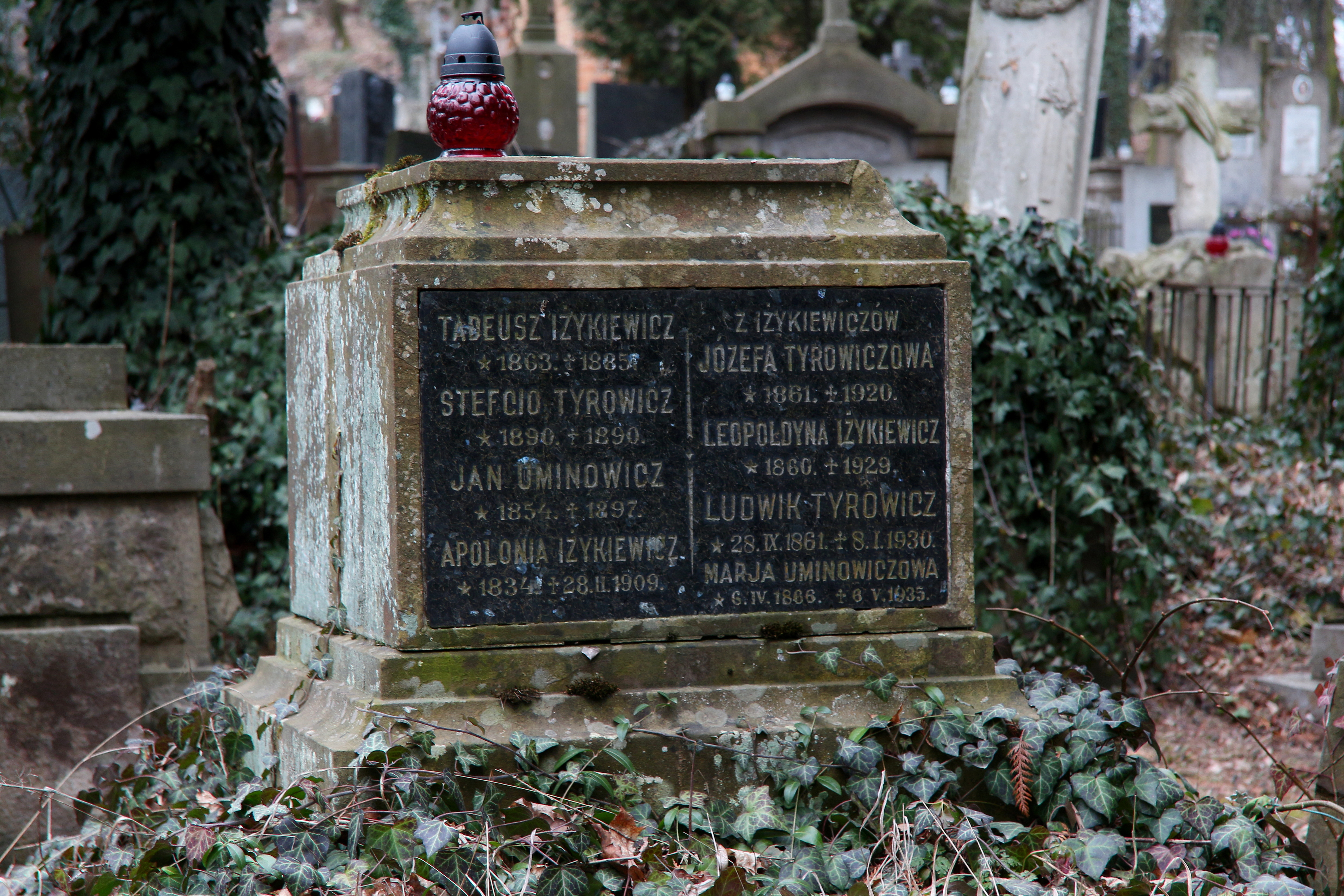
Grobowiec Ludwika Tyrowicza

## Życiorys
Wywodził się z rodziny ormiańskiej. Kształcił się w rzeźbie w pracowniach rzeźbiarskich we Lwowie, Przemyślu i w Wiedniu. W czasie nauki pracował też jako sztukator przy upiększaniu Opery Wiedeńskiej, budynku węgierskiego parlamentu  w Budapeszcie, serbskiego pałacu królewskiego w Kalemegdan. Po powrocie do Lwowa założył w 1890 pracownię rzeźbiarską, którą początkowo prowadził wspólnie z Bałłabanem. Pracownia rzeźbiarsko-kamieniarska Ludwika Tyrowicza mieściła się przy ulicy Piekarskiej 95 we Lwowie.
Wykonawca (bezpośrednio jako artysta lub też jako właściciel firmy) licznych nagrobków na Cmentarzu Łyczakowskim. W miarę rozwoju firmy w coraz większym stopniu zajmował się jej kierowaniem, kosztem własnoręcznych prac. Był także wykonawcą nagrobków na Cmentarzu Centralnym w Sanoku: Antoniego Puszczyńskiego i Julii Rapf-Starosolskiej (córka Jerzego Rapfa, żona Joachima, matka Wołodymyra) oraz prawdopodobnie Ludwika Święcha i Tytusa Lemera.
Ojciec Tadeusza (ur. 1893, objął po nim firmę) oraz bliźniaków Ludwika i Mariana (ur. 1901). Pochowany na Cmentarzu Łyczakowskim.